# Justicia thiniophila
Justicia thiniophila är en akantusväxtart som beskrevs av Ensermu Kelbessa. Justicia thiniophila ingår i släktet Justicia och familjen akantusväxter. Inga underarter finns listade i Catalogue of Life.